# SimAnimals
SimAnimals — видео игра в жанре симулятора жизни серии Sims, выпущенная для игровых приставок Nintendo DS и Wii, на территории США вышла 29 января 2009 года. Впервые информация о предстоящем выходе игры появилась в 2008 году. 27 октября 2009 года для игровых приставок Nintendo DS и Wii была выпущена новая версия игры SimAnimals Africa, где действие происходит в саванне, а в игре доступны новые виды животных, включая большую пятёрку.

## Геймплей
Под контролем игрока оказывается локация с 30 животными северного полушария, которыми можно управлять и создавать для них комфортную среду обитания, например расчищать местность от мусора или растений. Игрок управляет «невесомой рукой», которая может брать любые объекты в локации, в том числе и животных. Рука может быть использована абсолютно по-разному, от расчистки территории до спасения животных, в остальном же животные могут вести самостоятельную жизнь и взаимодействовать друг с другом. Животные развиваются как личности в зависимости от того, как с ними обращается игрок. Игрок может управлять животными для достижения определённых целей и находить новые локации леса. Выполняя различные квесты, животные могут получать уникальные предметы.

## Критика
| Сводный рейтинг | Сводный рейтинг |
| Агрегатор       | Оценка          |
| --------------- | --------------- |
| GameRankings    | 64,40 %         |

Игра получила 60 % положительных отзывов по версии Metacritic и 69 % по версии GameRankings.
Критик сайта IGN дал игре оценку 5,3 из 10, отметив следующее:

Франшиза Sims безусловно невероятно популярна и продолжает наращивать свою аудиторию, будь то виртуальные человечки или животные, однако данная игра получилась провальной: игра идёт не гладко, лес не привлекателен, элементы управления не удобные.— 
Однако не все отзывы были отрицательными, в частности, по версии новостного издательства USA Today игра получила 5 из 5 баллов:

Игра является увлекательным опытом, который трудно проигнорировать, есть множество вещей, которые делают данную игру уникальной: выдающаяся графика, хорошая музыка, искусственный интеллект, но главная особенность игры заключается в возможности исследовать и понять хрупкий баланс в природе. — 

## Музыка
Музыку к игре создала Уинифред Филлипс, продюсером выступила Винни Уолдрон, музыка стала официально доступна для онлайн-скачивания 13 января 2009 года дистрибьютором E.A.R.S. EA Recordings. Музыкальный альбом получил положительные отзывы, получив в среднем рейтинг 9 — 9,5 из 10 по версии разных сайтов и критиков.